# Helena Elinderová
Helena Elinderová provdaná Helena Wielinderová (* 31. srpna 1973 Stockholm, Švédsko) je bývalá švédská sportovní šermířka, která se specializovala na šerm kordem. Švédsko reprezentovala v devadesátých letech. Na olympijských hrách startovala v roce 1996 v soutěži jednotlivkyň. V roce 1993 obsadila třetí místo na mistrovství světa v soutěži jednotlivkyň.